# Tetétlen, Hajdú-Bihar
Tetétlen  este un sat în districtul Püspökladány, județul Hajdú-Bihar, Ungaria, având o populație de 1.406 locuitori (2011). 

## Demografie
Componența etnică a satului Tetétlen
     Maghiari (88,92%)
     Romi (10,11%)
     Necunoscut (0,48%)
     Germani (0,48%)
     Alții (0,48%)
Componența confesională a satului Tetétlen
     Reformați (45,45%)
     Fără religie (21,69%)
     Romano-catolici (3,77%)
     Necunoscută (28,38%)
     Greco-catolici (0,71%)
     Alte religii (1,28%)
Conform recensământului din 2011, satul Tetétlen avea 1.406 locuitori. Din punct de vedere etnic, majoritatea locuitorilor (88,92%) erau maghiari, cu o minoritate de romi (10,11%). Apartenența etnică nu este cunoscută în cazul a 0,48% din locuitori. Nu există o religie majoritară, locuitorii fiind reformați (45,45%), persoane fără religie (21,69%) și romano-catolici (3,77%). Pentru 28,38% din locuitori nu este cunoscută apartenența confesională.